# Saint-Pierre-d'Entremont (Orne)
Saint-Pierre-d'Entremont és un municipi francès situat al departament de l'Orne i a la regió de Normandia. L'any 2007 tenia 699 habitants.

## Demografia

### Població
El 2007 la població de fet de Saint-Pierre-d'Entremont era de 699 persones. Hi havia 288 famílies de les quals 80 eren unipersonals (28 homes vivint sols i 52 dones vivint soles), 100 parelles sense fills, 104 parelles amb fills i 4 famílies monoparentals amb fills.
La població ha evolucionat segons el següent gràfic:
Habitants censats

### Habitatges
El 2007 hi havia 329 habitatges, 286 eren l'habitatge principal de la família, 20 eren segones residències i 23 estaven desocupats. 312 eren cases i 13 eren apartaments. Dels 286 habitatges principals, 201 estaven ocupats pels seus propietaris, 79 estaven llogats i ocupats pels llogaters i 6 estaven cedits a títol gratuït; 20 tenien dues cambres, 52 en tenien tres, 83 en tenien quatre i 131 en tenien cinc o més. 216 habitatges disposaven pel capbaix d'una plaça de pàrquing. A 143 habitatges hi havia un automòbil i a 120 n'hi havia dos o més.

### Piràmide de població
La piràmide de població per edats i sexe el 2009 era:
| Homes | Edats   | Dones |
| ----- | ------- | ----- |
| 4     | 95 o +  | 0     |
| 4     | 90 a 94 | 8     |
| 12    | 85 a 89 | 24    |
| 4     | 80 a 84 | 4     |
| 0     | 75 a 79 | 16    |
| 12    | 70 a 74 | 20    |
| 16    | 65 a 69 | 16    |
| 4     | 60 a 64 | 12    |
| 16    | 55 a 59 | 8     |
| 24    | 50 a 54 | 20    |
| 24    | 45 a 49 | 24    |
| 28    | 40 a 44 | 28    |
| 40    | 35 a 39 | 20    |
| 16    | 30 a 34 | 12    |
| 12    | 25 a 29 | 44    |
| 12    | 20 a 24 | 12    |
| 20    | 15 a 19 | 28    |
| 28    | 10 a 14 | 20    |
| 16    | 5 a 9   | 36    |
| 36    | 0 a 4   | 12    |

## Economia
El 2007 la població en edat de treballar era de 423 persones, 315 eren actives i 108 eren inactives. De les 315 persones actives 293 estaven ocupades (158 homes i 135 dones) i 22 estaven aturades (9 homes i 13 dones). De les 108 persones inactives 44 estaven jubilades, 33 estaven estudiant i 31 estaven classificades com a «altres inactius».

### Ingressos
El 2009 a Saint-Pierre-d'Entremont hi havia 294 unitats fiscals que integraven 754 persones, la mediana anual d'ingressos fiscals per persona era de 15.650 €.

### Activitats econòmiques
Dels 24 establiments que hi havia el 2007, 2 eren d'empreses alimentàries, 5 d'empreses de fabricació d'altres productes industrials, 6 d'empreses de construcció, 3 d'empreses de comerç i reparació d'automòbils, 4 d'empreses de serveis, 2 d'entitats de l'administració pública i 2 d'empreses classificades com a «altres activitats de serveis».
Dels 7 establiments de servei als particulars que hi havia el 2009, 2 eren paletes, 1 guixaire pintor, 1 fusteria, 2 lampisteries i 1 perruqueria.
Dels 2 establiments comercials que hi havia el 2009, 1 era una botiga de menys de 120 m² i 1 una fleca.
L'any 2000 a Saint-Pierre-d'Entremont hi havia 13 explotacions agrícoles que ocupaven un total de 472 hectàrees.

## Equipaments sanitaris i escolars
L'únic equipament sanitari que hi havia el 2009 era una farmàcia.
El 2009 hi havia una escola elemental.

## Poblacions més properes
El següent diagrama mostra les poblacions més properes.